# デレク・ブランソン
デレク・ブランソン（Derek Brunson、1984年1月4日 - ）は、アメリカ合衆国の男性総合格闘家。ノースカロライナ州ウィルミントン出身。キルクリフFC所属。

## 来歴
ジョン・T・ホガード高校時代はレスリング部とチアリーディング部に所属。ノースカロライナ大学ペンブローク校にレスリングの奨学生として入学し、NCAAディビジョン2でオールアメリカンに3度選出された。2009年に総合格闘技のトレーニングを始め、2010年にプロデビュー。

### Strikeforce
2011年6月24日、Strikeforceに参戦し、4戦3勝の戦績を残す。
2013年、StrikeforceがUFCに統合されたため、そのままUFCに移籍。

### UFC
2012年12月29日、UFC初出場となったUFC 155でクリス・リーベンと対戦し、3-0の判定勝ち。
2014年1月15日、UFC Fight Night: Rockhold vs. Philippouでヨエル・ロメロと対戦。レスリングオリンピック銀メダリストのロメロからテイクダウンを奪うなど組みで優位に立つが、3Rに打撃で追い詰められボディへの肘打ち連打で逆転のTKO負け。敗れはしたものの、ファイト・オブ・ザ・ナイトを受賞した。
2016年2月21日、UFC Fight Night: Cowboy vs. Cowboyでミドル級ランキング15位のホアン・カルネイロと対戦し、パウンドで1RKO勝ち。
2016年9月17日、UFC Fight Night: Poirier vs. Johnsonでミドル級ランキング9位のユライア・ホールと対戦し、左ストレートからのパウンドで1RTKO勝ち。5連勝を飾り、4試合連続の1R決着となった。
2016年11月26日、UFC Fight Night: Whittaker vs. Brunsonでミドル級ランキング7位のロバート・ウィテカーと対戦し、プレッシャーを掛け続けるものの、右ハイキックでぐらついたところにパンチ連打で追撃されパウンドで1RTKO負け。敗れはしたものの、ファイト・オブ・ザ・ナイトを受賞した。
2017年2月11日、UFC 208でミドル級ランキング7位のアンデウソン・シウバと対戦し、0-3の判定負け。
2017年6月11日、UFC Fight Night: Lewis vs. Huntでミドル級ランキング15位のダニエル・ケリーと対戦し、左ストレートで1RKO勝ち。
2017年10月28日、UFC Fight Night: Brunson vs. Machidaで元UFC世界ライトヘビー級王者のリョート・マチダと対戦し、左フックでぐらつかせ追撃の左ストレートでダウンを奪いパウンドで1RKO勝ち。パフォーマンス・オブ・ザ・ナイトを受賞した。
2018年1月27日、UFC on FOX 27でミドル級ランキング3位のホナウド・ジャカレイと再戦し、右ハイキックでダウンを奪われパウンドで1RTKO負け。
2018年11月3日、UFC 230でミドル級ランキング9位のイスラエル・アデサンヤと対戦し、左ストレートで1RTKO負け。
2019年5月4日、UFC Fight Night: Iaquinta vs. Cowboyでミドル級ランキング13位のイライアス・テオドロウと対戦し、3-0の判定勝ち。
2019年8月17日、UFC 241でミドル級ランキング10位のイアン・ハイニッシュと対戦し、3-0の判定勝ち。
2020年8月1日、UFC Fight Night: Brunson vs. Shahbazyanでミドル級ランキング9位のエドメン・シャバージアンと対戦し、パウンドで3RTKO勝ち。
2021年3月20日、UFC on ESPN: Brunson vs. Hollandでミドル級ランキング10位のケビン・ホランドと対戦し、3-0の5R判定勝ち。
2021年9月4日、UFC Fight Night:  Brunson vs. Tillでミドル級ランキング7位のダレン・ティルと対戦し、3Rにリアネイキドチョークで一本勝ち。
2022年2月12日、UFC 271でミドル級ランキング3位のジャレッド・キャノニアと対戦。1R終盤に右フックでダウンを奪うも、2Rに右肘打ちとバックフィストでぐらつき、グラウンドの肘打ち連打で逆転のTKO負け。
2023年3月4日、UFC 285でミドル級ランキング10位のドリカス・デュ・プレシと対戦。2R終了間際にブランソンのセコンドがタオルを投入し、コーナーストップでTKO負け。
2023年9月14日、相互合意によりUFCから離脱しPFLと契約した。

### PFL
2023年11月24日、PFL初出場となったPFL 10でレイ・クーパー3世と対戦し、3-0の判定勝ち。

## 戦績
| 総合格闘技 戦績 | 総合格闘技 戦績 | 総合格闘技 戦績 | 総合格闘技 戦績 | 総合格闘技 戦績 | 総合格闘技 戦績 | 総合格闘技 戦績 |
| --------------- | --------------- | --------------- | --------------- | --------------- | --------------- | --------------- |
| 33 試合         | (T)KO           | 一本            | 判定            | その他          | 引き分け        | 無効試合        |
| 24 勝           | 11              | 5               | 8               | 0               | 0               | 0               |
| 9 敗            | 7               | 0               | 2               | 0               | 0               | 0               |

| 勝敗 | 対戦相手                         | 試合結果                              | 大会名                                         | 開催年月日     |
| ○    | レイ・クーパー3世                | 5分3R終了 判定3-0                     | PFL 10                                         | 2023年11月24日 |
| ×    | ドリカス・デュ・プレシ           | 2R 4:59 TKO（コーナーストップ）       | UFC 285: Jones vs. Gane                        | 2023年3月4日   |
| ×    | ジャレッド・キャノニア           | 2R 4:29 TKO（グラウンドの肘打ち連打） | UFC 271: Adesanya vs. Whittaker 2              | 2022年2月12日  |
| ○    | ダレン・ティル                   | 3R 2:13 リアネイキドチョーク          | UFC Fight Night: Brunson vs. Till              | 2021年9月4日   |
| ○    | ケビン・ホランド                 | 5分5R終了 判定3-0                     | UFC on ESPN 21: Brunson vs. Holland            | 2021年3月20日  |
| ○    | エドメン・シャバージアン         | 3R 0:26 TKO（パウンド）               | UFC Fight Night: Brunson vs. Shahbazyan        | 2020年8月1日   |
| ○    | イアン・ハイニッシュ             | 5分3R終了 判定3-0                     | UFC 241: Cormier vs. Miocic 2                  | 2019年8月17日  |
| ○    | イライアス・テオドロウ           | 5分3R終了 判定3-0                     | UFC Fight Night: Iaquinta vs. Cowboy           | 2019年5月4日   |
| ×    | イスラエル・アデサンヤ           | 1R 4:51 TKO（左ストレート）           | UFC 230: Cormier vs. Lewis                     | 2018年11月3日  |
| ×    | ホナウド・ジャカレイ             | 1R 3:50 TKO（パウンド）               | UFC on FOX 27: Jacare vs. Brunson 2            | 2018年1月27日  |
| ○    | リョート・マチダ                 | 1R 2:30 KO（左フック→パウンド）       | UFC Fight Night: Brunson vs. Machida           | 2017年10月28日 |
| ○    | ダニエル・ケリー                 | 1R 1:16 KO（左ストレート）            | UFC Fight Night: Lewis vs. Hunt                | 2017年6月11日  |
| ×    | アンデウソン・シウバ             | 5分3R終了 判定0-3                     | UFC 208: Holm vs. de Randamie                  | 2017年2月11日  |
| ×    | ロバート・ウィテカー             | 1R 4:07 TKO（左アッパー→パウンド）    | UFC Fight Night: Whittaker vs. Brunson         | 2016年11月26日 |
| ○    | ユライア・ホール                 | 1R 1:14 TKO（左フック）               | UFC Fight Night: Poirier vs. Johnson           | 2016年9月17日  |
| ○    | ホアン・"ジュカオン"・カルネイロ | 1R 2:38 KO（パウンド）                | UFC Fight Night: Cowboy vs. Cowboy             | 2016年2月21日  |
| ○    | サム・アルビー                   | 1R 2:19 TKO（スタンドパンチ連打）     | UFC Fight Night: Teixeira vs. St. Preux        | 2015年8月8日   |
| ○    | エド・ハーマン                   | 1R 0:36 TKO（左ストレート→パウンド）  | UFC 183: Silva vs. Diaz                        | 2015年1月31日  |
| ○    | ロレンズ・ラーキン               | 5分3R終了 判定3-0                     | UFC 177: Dillashaw vs. Soto                    | 2014年8月30日  |
| ×    | ヨエル・ロメロ                   | 3R 3:23 TKO（グラウンドの肘打ち）     | UFC Fight Night: Rockhold vs. Philippou        | 2014年1月15日  |
| ○    | ブライアン・ヒューストン         | 1R 0:48 リアネイキドチョーク          | UFC: Fight for the Troops 3                    | 2013年11月6日  |
| ○    | クリス・リーベン                 | 5分3R終了 判定3-0                     | UFC 155: dos Santos vs. Velasquez 2            | 2012年12月29日 |
| ×    | ホナウド・ジャカレイ             | 1R 0:41 KO（右フック→パウンド）       | Strikeforce: Rousey vs. Kaufman                | 2012年8月18日  |
| ×    | ケンドール・グローブ             | 5分3R終了 判定1-2                     | ShoFight 20 【ShoFightミドル級タイトルマッチ】 | 2012年6月16日  |
| ○    | ネイト・ジェームス               | 5分3R終了 判定3-0                     | Strikeforce Challengers 20                     | 2011年11月18日 |
| ○    | ルムンバ・セイヤーズ             | 1R 4:33 リアネイキドチョーク          | Strikeforce: Fedor vs. Henderson               | 2011年7月30日  |
| ○    | ジェレミー・ハミルトン           | 5分3R終了 判定3-0                     | Strikeforce Challengers 16                     | 2011年6月24日  |
| ○    | ダニー・バブコック               | 1R 1:07 KO（パンチ）                  | WEF 45                                         | 2011年1月22日  |
| ○    | リョーメズ・ブロワー             | 1R 2:27 TKO（ギブアップ）             | XFP: The Holiday Fight Fest                    | 2010年12月4日  |
| ○    | トッド・シャンテル               | 1R 0:14 TKO（パンチ連打）             | ICE: Fright Night 2010                         | 2010年10月29日 |
| ○    | エドワード・ジャクソン           | 1R 0:41 KO（パンチ）                  | Carolina's Summer Fight Series 3               | 2010年7月31日  |
| ○    | クリス・マクネリー               | 1R 1:42 KO（パンチ）                  | Carolina's Summer Series 2                     | 2010年6月26日  |
| ○    | ジョン・ブライアント             | 1R 0:52 リアネイキドチョーク          | Carolina's Summer Series 1                     | 2010年5月22日  |

## 表彰
- UFC ファイト・オブ・ザ・ナイト（2回）[2]
- UFC パフォーマンス・オブ・ザ・ナイト（1回）[2]